# 549 Jessonda
Az 549 Jessonda egy a Naprendszer kisbolygói közül, amit Max Wolf fedezett fel 1904. november 15-én.